# Lijst van schilderijen van Rachel Ruysch
Deze lijst geeft een overzicht van schilderijen van Rachel Ruysch. De meeste van haar werken zijn bloemstillevens, maar er staan ook fruitstillevens op haar naam.
| Afbeelding | Titel                                                                                          | Datering  | Formaat        | ID                        | Eigendom, tentoonstelling                        | Locatie           |
| ---------- | ---------------------------------------------------------------------------------------------- | --------- | -------------- | ------------------------- | ------------------------------------------------ | ----------------- |
|            | Stilleven van bloemen, met vlinders en een hagedis, in een dal                                 | ca. 1684  |                | PD.87-1973                | Fitzwilliam Museum                               | Cambridge         |
|            | Bloemen rondom een boomstam, met insecten en andere dieren, bij een bergmeer                   | 1686      |                | GK 450                    | Museum Schloss Wilhelmshöhe                      | Kassel            |
|            | Bloemen in een terracotta vaas op een stenen balustrade                                        | ca. 1688  |                | 186.282                   | National Museum of Women in the Arts             | Washington        |
|            | Bloemen in een glazen vaas op een balustrade voor een zuilengang                               | 1689      |                | 79:25                     | San Diego Museum of Art                          | San Diego         |
|            | Tuiltje bloemen, met insecten en vlinders, op een marmeren tafel                               | 1690-1700 |                | PD.38-1975                | Fitzwilliam Museum                               | Cambridge         |
|            | Tuiltje bloemen, met een distelvlinder, op een marmeren tafel                                  | ca. 1695  | 34,5 × 27,3 cm |                           | Privécollectie                                   | Londen            |
|            | Vaas met bloemen                                                                               | 1698      | 57 × 43,5 cm   | NG 6425                   | National Gallery (Londen)                        | Londen            |
|            | Bloemen in een glazen vaas, met een sprinkhaan, in een nis                                     | 1700      |                | 151                       | Mauritshuis                                      | Den Haag          |
|            | Bloemen in een terracotta vaas, met vruchten, op een stenen balustrade                         | ca. 1700  |                | PD.88-1973                | Fitzwilliam Museum                               | Cambridge         |
|            | Bloemen in een glazen vaas, met insecten en perziken, op een marmeren tafel                    | 1701      |                | PD.85-1973                | Fitzwilliam Museum                               | Cambridge         |
|            | Bloemen in een glazen vaas, op een stenen tafel                                                | 1701      |                | PD.86-1973                | Fitzwilliam Museum                               | Cambridge         |
|            | Bloemstuk met pruimen                                                                          | 1703      | 84 × 68 cm     | 664                       | Academie van beeldende kunsten in Wenen          | Wenen             |
|            | Bloemen in een glazen vaas op een marmeren tafel                                               | 1704      | 83,8 × 67,0 cm | 1995.67                   | Detroit Institute of Arts                        | Detroit           |
|            | Rozen, tulpen, ranonkels en andere bloemen in een glazen vaas, met pruimen                     | 1704      |                | 2751                      | Koninklijke Musea voor Schone Kunsten van België | Brussel           |
|            | Bloemen in een glazen vaas, met perziken en aalbessen, op een marmeren blad                    | 1706      | 100 × 81 cm    | GG 572                    | Kunsthistorisches Museum                         | Wenen             |
|            | Bloemen in een glazen vaas, met vruchten, op een marmeren blad                                 | 1707      |                | 1563                      | Museum der bildenden Künste                      | Leipzig           |
|            | Stilleven met bloemen                                                                          | 1708      | 92,3 × 70,2 cm | 430                       | Staatsgalerie im Neuen Schloss Bayreuth          | Bayreuth          |
|            | Tulpen en andere bloemen in een glazen vaas                                                    | ca. 1709  | 65,5 × 52 cm   | SK-A-354                  | Rijksmuseum Amsterdam                            | Amsterdam         |
|            | Rozen, tulpen en andere bloemen in een glazen vaas op een marmeren tafelblad                   | 1709      | 78 × 64 cm     |                           | Privécollectie                                   |                   |
|            | Stilleven van vruchten, met insecten en een vogelnest onder een boom                           | 1710      |                |                           | Privécollectie                                   | New York          |
|            | Bloemen in een glazen vaas met een libelle, op een marmeren blad                               | 1710      |                | B 407                     | Schloss Fasanerie                                | Eichenzell, Fulda |
|            | Bloemen in een glazen vaas op een marmeren blad                                                | ca. 1710  | 77,5 × 62,3 cm | 1899.1.26                 | Cheltenham Art gallery and Museum                | Cheltenham        |
|            | Stilleven van vruchten, dieren en insecten op een mossige ondergrond                           | 1711      |                | 1276 ( 1890)              | Uffizi                                           | Florence          |
|            | Stilleven van bloemen in een rieten mand                                                       | 1711      |                | 1285 ( 1890)              | Uffizi                                           | Florence          |
|            | Bloemstuk                                                                                      | 1715      |                | 878                       | Alte Pinakothek                                  | München           |
|            | Portret van Juriaen Pool II (....-1745), Rachel Ruysch (1664-1750) en hun zoon Jan Willem Pool | 1716      |                |                           | Stadtmuseum Düsseldorf                           | Düsseldorf        |
|            | Bloemen in een glazen vaas, met granaatappels, op een marmeren balustrade                      | 1716      | 89,5 × 67,5 cm | 455 (Gall. Palatina 1912) | Palazzo Pitti                                    | Florence          |
|            | Fruit, bloemen, reptielen en insecten aan de rand van een bos                                  | 1716      | 89 × 68,5 cm   | 451 (Gall. Palatina 1912) | Palazzo Pitti                                    | Florence          |
|            | Stilleven met bloemen op een marmeren blad                                                     | 1716      | 48,5 × 39.5 cm | SK-A-2338                 | Rijksmuseum                                      | Amsterdam         |
|            | Bosstilleven met vruchten, vogelnest en dieren                                                 | 1717      |                | 377                       | Staatliche Kunsthalle Karlsruhe                  | Karlsruhe         |
|            | Tuiltje van bloemen, met een kever, op een stenen balustrade                                   | 1741      |                | 1100                      | Kunstmuseum Basel                                | Bazel             |
|            | Bloemstilleven                                                                                 | 1742      | 45,1 × 39,1 cm |                           | Privécollectie                                   |                   |
|            | Stilleven met bloemen                                                                          | 1746      |                |                           | Kurpfälzisches Museum der Stadt Heidelberg       | Heidelberg        |
|            | Bloemstilleven                                                                                 |           |                | LSH DIG4506               | Hallwyl Museum                                   | Stockholm         |